# Kaka (Arizona)
Pour les articles homonymes, voir Kaka.
Kaka est une census-designated place du comté de Maricopa, dans l'État de l'Arizona, aux États-Unis. En 2020, elle compte une population de 83 habitants.